# یوسوکه آساری
یوسوکه آساری (انگلیسی: Yosuke Asari؛ زادهٔ ۱۴ اوت ۱۹۸۷) بازیگر اهل ژاپن است.